# Вальбак (Кольмар-Рибовилле)
Вальба́к (фр. Walbach) — коммуна на северо-востоке Франции в регионе Гранд-Эст (бывший Эльзас — Шампань — Арденны — Лотарингия), департамент Верхний Рейн, округ Кольмар — Рибовилле, кантон Вендзенем. До марта 2015 года коммуна в составе кантона Вендзенем административно входила в состав округа Кольмар.
Площадь коммуны — 5,45 км², население — 905 человек (2006) с тенденцией к стабилизации: 868 человек (2012), плотность населения — 159,3 чел/км².

## Население
Численность населения коммуны в 2011 году составляла 870 человек, а в 2012 году — 868 человек.
| 1962 | 1968 | 1975 | 1982 | 1990 | 1999 | 2006 | 2008 | 2011 | 2012 |
| ---- | ---- | ---- | ---- | ---- | ---- | ---- | ---- | ---- | ---- |
| 523  | 534  | 583  | 646  | 759  | 930  | 905  | 898  | 870  | 868  |

Динамика населения:

## Экономика
В 2010 году из 606 человек трудоспособного возраста (от 15 до 64 лет) 462 были экономически активными, 144 — неактивными (показатель активности 76,2 %, в 1999 году — 73,5 %). Из 462 активных трудоспособных жителей работали 447 человек (233 мужчины и 214 женщин), 15 числились безработными (7 мужчин и 8 женщин). Среди 144 трудоспособных неактивных граждан 53 были учениками либо студентами, 65 — пенсионерами, а ещё 26 — были неактивны в силу других причин.
На протяжении 2011 года в коммуне числилось 358 облагаемых налогом домохозяйств, в которых проживало 865,5 человек. При этом медиана доходов составила 26053 евро на одного налогоплательщика.

## Достопримечательности (фотогалерея)

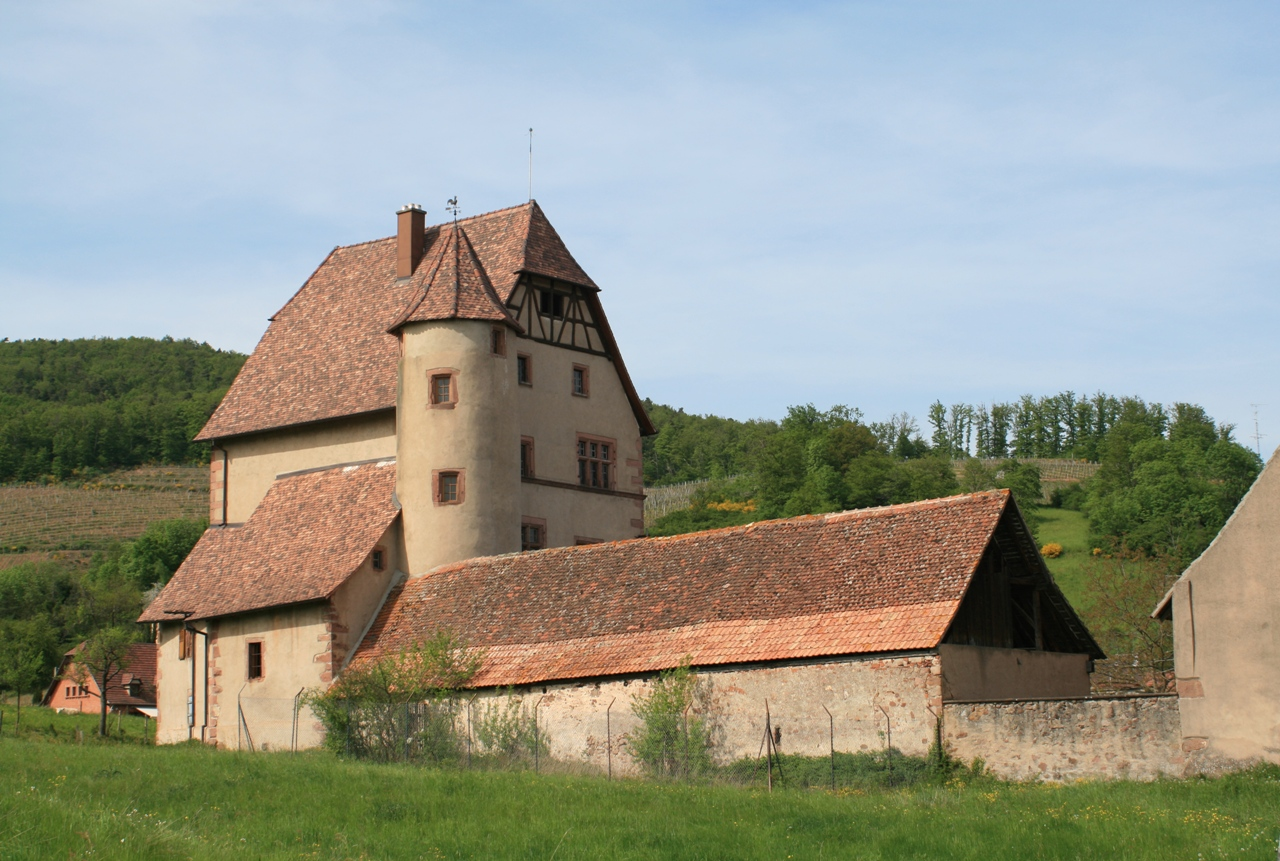
Шато де Вальбак
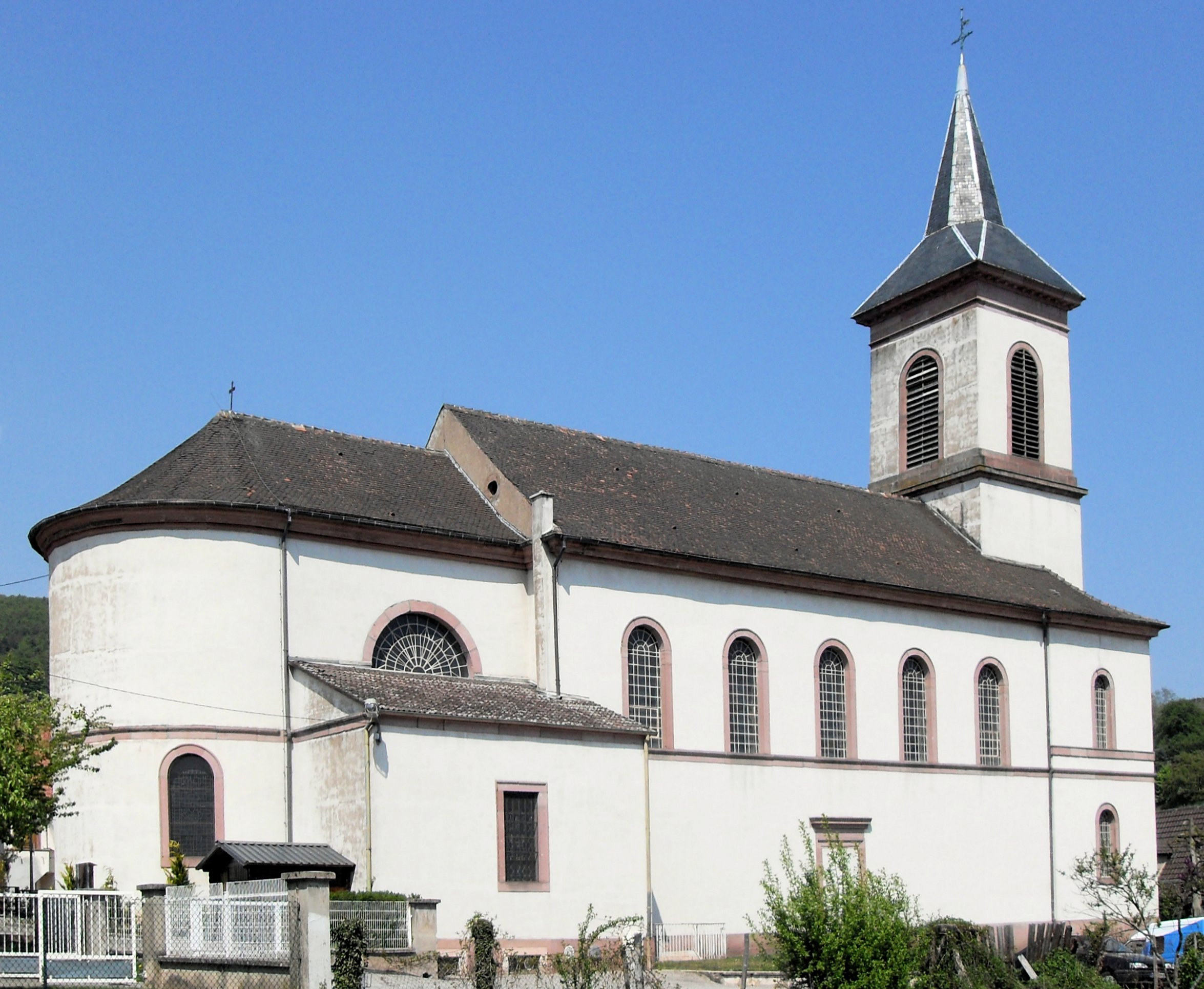
Церковь
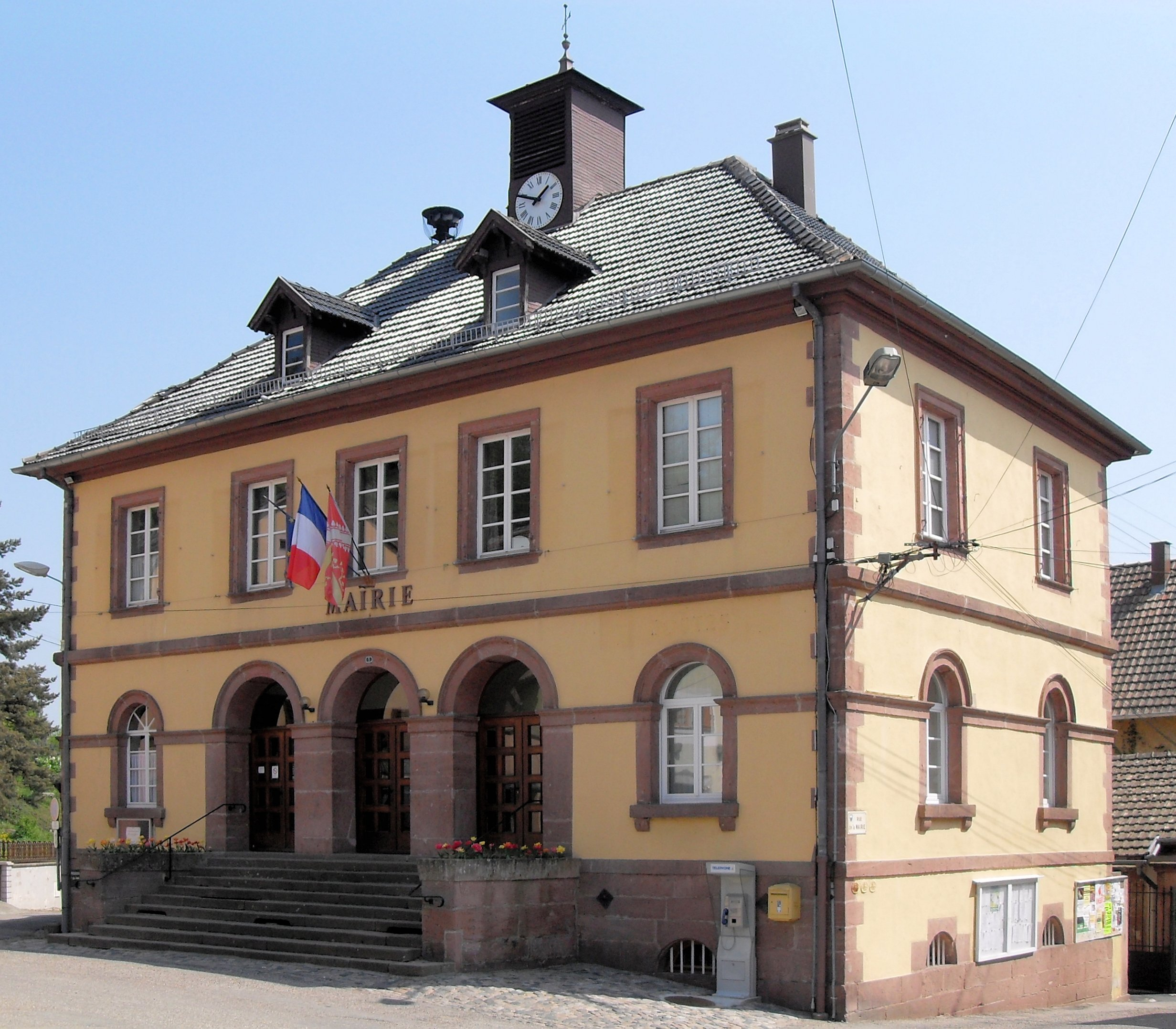
Здание мэрии